# Clásica de San Sebastián 2024
43. ročník jednodenního cyklistického závodu Clásica de San Sebastián se konal 10. srpna 2024 v baskickém městě San Sebastián a okolí.
Vítězem se stal Švýcar Marc Hirschi z týmu UAE Team Emirates. Na druhém a třetím místě se umístili Francouz Julian Alaphilippe (Soudal–Quick-Step) a Belgičan Lennert Van Eetvelt (Lotto–Dstny). Závod byl součástí UCI World Tour 2024 na úrovni 1.UWT a byl dvacátým šestým závodem tohoto seriálu.

## Týmy
Závodu se zúčastnilo všech 18 UCI WorldTeamů a 7 UCI ProTeamů.
UCI WorldTeamy
- Alpecin–Deceuninck
- Arkéa–B&B Hotels
- Astana Qazaqstan Team
- Cofidis
- Decathlon–AG2R La Mondiale
- EF Education–EasyPost
- Groupama–FDJ
- Ineos Grenadiers
- Intermarché–Wanty
- Lidl–Trek
- Movistar Team
- Red Bull–Bora–Hansgrohe
- Soudal–Quick-Step
- Team Bahrain Victorious
- Team dsm–firmenich PostNL
- Team Jayco–AlUla
- UAE Team Emirates
- Visma–Lease a Bike

UCI ProTeamy
- Caja Rural–Seguros RGA
- Equipo Kern Pharma
- Euskaltel–Euskadi
- Israel–Premier Tech
- Lotto–Dstny
- Team TotalEnergies
- Uno-X Mobility

## Výsledky
| Pořadí | Jezdec                    | Tým                       | Čas        |
| ------ | ------------------------- | ------------------------- | ---------- |
| 1      | Marc Hirschi (SUI)        | UAE Team Emirates         | 5h 46' 12" |
| 2      | Julian Alaphilippe (FRA)  | Soudal–Quick-Step         | + 0"       |
| 3      | Lennert Van Eetvelt (BEL) | Lotto–Dstny               | + 7"       |
| 4      | Kevin Vermaerke (USA)     | Team dsm–firmenich PostNL | + 17"      |
| 5      | Jhonatan Narváez (ECU)    | Ineos Grenadiers          | + 25"      |
| 6      | Neilson Powless (USA)     | EF Education–EasyPost     | + 25"      |
| 7      | Patrick Konrad (AUT)      | Lidl–Trek                 | + 25"      |
| 8      | Michael Woods (CAN)       | Israel–Premier Tech       | + 25"      |
| 9      | Jan Christen (SUI)        | UAE Team Emirates         | + 36"      |
| 10     | Brandon McNulty (USA)     | UAE Team Emirates         | + 37"      |